# Trachycephalus imitatrix
Trachycephalus imitatrix es una especie de anfibios de la familia Hylidae.
Habita en Argentina y Brasil.
Sus hábitats naturales incluyen bosques tropicales o subtropicales secos y a baja altitud, montanos secos y marismas de agua dulce. Está amenazada de extinción por la destrucción de su hábitat natural.